# Бајрак
Бајрак (или барјак) је у Османлијској Турској био назив за мању јединицу војске, обично 50-60 војника, у личној пратњи везира или беглербега.
Бајраком се звала и застава која се носила на свечаности и у рат. По зову у рат, војска се купила око бајрака санџак-бега, а даље се водила под б. беглер-бега (везира, намјесника). Бајрак имају и друге вође (аге јањичара, акинџија) а и у неким градовима, капетанијама, агалуцима и тако даље.
Бајрак је носио бајрактар (или барјактар). У Босни је бајрактар капетаније био из истог џемата из којег је и капетан.